# وارن آسپینال
وارن آسپینال (انگلیسی: Warren Aspinall؛ زادهٔ ۱۳ سپتامبر ۱۹۶۷) بازیکن فوتبال اهل بریتانیا است.
از باشگاه‌هایی که در آن بازی کرده‌است می‌توان به باشگاه فوتبال پورتسموث، باشگاه فوتبال کولچستر یونایتد، باشگاه فوتبال سوانزی سیتی، باشگاه فوتبال استون ویلا، باشگاه فوتبال ای‌اف‌سی بورنموث، باشگاه فوتبال کارلایل یونایتد، باشگاه فوتبال ویگان اتلتیک، باشگاه فوتبال اورتون، باشگاه فوتبال برنتفورد، و باشگاه فوتبال برایتون اند هوو آلبیون اشاره کرد.